# Vladimir Alekseevich Potkin
Vladimir Alekseevich Potkin (tiếng Nga: Владимир Алексеевич Поткин; sinh 28 tháng 6 năm 1982) là một đại kiện tướng cờ vua người Nga.
Năm 2001 Potkin đạt được chuẩn đại kiện tướng. Năm 2007 anh đồng điểm hạng nhất với 8 kỳ thủ khác (trong đó có Tomashevsky) tại giải cờ vua tưởng niệm Aratovsky ở Saratov .
Năm 2011, tại Giải vô địch cờ vua cá nhân châu Âu tổ chức ở Aix-les-Bains, Potkin thể hiện phong độ cao, thắng liền 5 ván đầu tiên và không thua ván nào trong suốt giải (+6 =5, thắng Jobava, hoà cựu vô địch châu Âu Nisipeanu và các kỳ thủ mạnh như Volokitin, Wojtaszek, Polgar), đạt 8½ điểm sau 11 ván , đồng điểm với ba kỳ thủ khác nhưng hơn chỉ số phụ, giành chức vô địch châu Âu .